# Stadsprijs Geraardsbergen 2003
De 72e editie van de Belgische wielerwedstrijd Stadsprijs Geraardsbergen werd verreden op 27 augustus 2003. De start en finish vonden plaats in Geraardsbergen. De winnaar was Kevin Van Der Slagmolen, gevolgd door Kevin Van Impe en Christophe Stevens.

## Uitslag
| Stadsprijs Geraardsbergen 2003 |                         |                                  |        |
| Plaats                         | Naam                    | Ploeg                            | Tijd   |
| Winnaar                        | Kevin Van Der Slagmolen | Vlaanderen-T-Interim             | 3u 40' |
| 2                              | Kevin Van Impe          | Lotto-Domo                       | z.t.   |
| 3                              | Christophe Stevens      | Marlux-Ville de Charleroi        | z.t.   |
| 4                              | Bert Roesems            | Palmans-Collstrop-MrBookmaker.be | z.t.   |
| 5                              | Andy Cappelle           | Marlux-Ville de Charleroi        | z.t.   |
| 6                              | Tony Bracke             | Landbouwkrediet                  | z.t.   |
| 7                              | Sean Sullivan           | Team Barloworld                  | z.t.   |
| 8                              | Benny De Schrooder      | Palmans-Collstrop-MrBookmaker.be | z.t.   |
| 9                              | Andy De Smet            | Palmans-Collstrop-MrBookmaker.be | z.t.   |
| 10                             | Igor Abakoumov          | Van Hemert Groep Cycling Team    | z.t.   |

1912 · 1913 · 1914–1926 · 1927 · 1928–1932 · 1933 · 1934 · 1935 · 1936 · 1937 · 1938 · 1939 · 1940 · 1941 · 1942 · 1943 · 1944 · 1945 · 1946 · 1947 · 1948 · 1949 · 1950 · 1951 · 1952 · 1953 · 1954 · 1955 · 1956 · 1957 · 1958 · 1959 · 1960 · 1961 · 1962 · 1963 · 1964 · 1965 · 1966 · 1967 · 1968 · 1969 · 1970 · 1971 · 1972 · 1973 · 1974 · 1975 · 1976 · 1977 · 1978 · 1979 · 1980 · 1981 · 1982 · 1983 · 1984 · 1985 · 1986 · 1987 · 1988 · 1989 · 1990 · 1991 · 1992 · 1993 · 1994 · 1995 · 1996 · 1997 · 1998 · 1999 · 2000 · 2001 · 2002 · 2003 · 2004 · 2005 · 2006 · 2007 · 2008 · 2009 · 2010 · 2011 · 2012 · 2013 · 2014 · 2015 · 2016 · 2017 · 2018 · 2019 · 2020 · 2021 · 2022